# Варязька гвардія

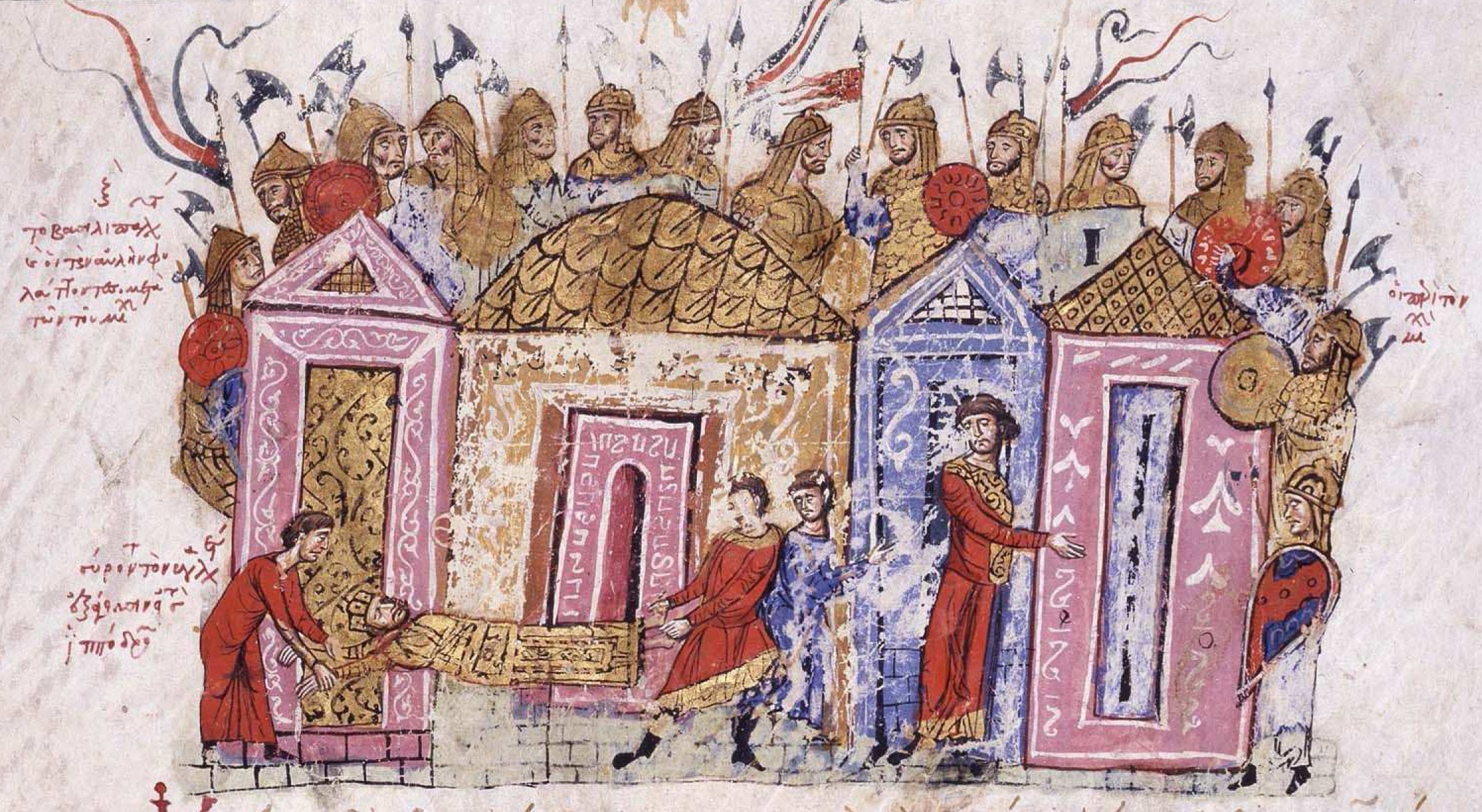
Вояки варязької гвардії — ілюстрація з візантійської хроніки 11 століття

Варязька гвардія (грец. Τάγμα των Βαράγγων) — це військовий підрозділ в армії Візантійської імперії, який існував від X до XIV століття. Варязькі вояки виконували функції особистої охорони візантійських імператорів.
Варязька гвардія була заснована за часів імператора Василія II у 988 році, коли князь Володимир відправив із Києва до Візантії варязьких найманців. Через недовіру Василія до відданості візантійських охоронців, ці найманці стали основою особистої охорони імператора. Первісно гвардію формували переважно рекрути зі Швеції, Данії, Норвегії та Ісландії. Після завоювання Англії норманами, множина англо-саксів, зокрема знаті, емігрувала, включаючи до Візантії, і з того часу значну частину гвардії складали англосакси.
Варязька гвардія відігравала важливу роль у численних війнах Візантії, часто діючи як головний резерв і вирішуючи долю ключових битв. До кінця XIII століття варязькі іммігранти були в основному асимільовані серед візантійців, але гвардія як військова одиниця продовжувала існувати принаймні до середини XIV століття.